# 史氏小鮋
史氏小鮋是輻鰭魚綱鮋形目鮋亞目鮋科的其中一種，為熱帶海水魚，分布於印度西太平洋阿拉弗拉海棘澳洲北部海域，棲息深度42-110公尺，體長可達7.7公分，棲息在沿岸岩石底層水域，生活習性不明。

## 扩展阅读
維基物種上的相關：史氏小鮋